# Bahnhof Erpolzheim
Der Bahnhof Erpolzheim ist der Haltepunkt der rheinland-pfälzischen Ortsgemeinde Erpolzheim.  Er  verfügt über ein Bahnsteiggleis. Der Bahnhof liegt im Verbundgebiet des Verkehrsverbundes Rhein-Neckar (VRN) und gehört zur Tarifzone 82. Seine Anschrift lautet Bahnhofstraße 1.
Er wurde am 20. Juli 1873 mit Vollendung der Pfälzischen Nordbahn Neustadt–Monsheim eröffnet. Inzwischen ist er nur noch ein Haltepunkt. Sein Empfangsgebäude steht unter Denkmalschutz.

## Lage
Der Halt befindet sich am westlichen Ortsrand der Gemeinde in unmittelbarer Nähe von Weinbergen. Kurz vor ihm biegt die örtliche Bahnhofstraße, nach Norden ab die, während ihre westliche Fortsetzung als Feldweg die Bahngleise kreuzt. Weiter südlich von ihm kreuzt die Bahnstrecke, die im Bereich der Station von Nordnordwesten kommt, die Straße nach Ungstein.

## Geschichte
Die 1865 eröffnete Strecke von Neustadt nach Dürkheim sollte ursprünglich bis Frankenthal durchgebunden werden. Später wurden die Planungen so abgeändert, dass sie über Erpolzheim und Grünstadt bis nach Monsheim verlängert werden sollte. Bedingt  durch das hügelige Terrain gestaltete sich der Streckenbau sehr aufwändig. Nachdem am  20. März 1873 der nördliche Abschnitt Monsheim–Grünstadt eröffnet worden war, fand der Lückenschluss zwischen Dürkheim und Grünstadt mit seinen Unterwegsbahnhöfen Erpolzheim, Freinsheim und Kirchheim a. d. Eck am 20. Juli statt.
Anfang des 20. Jahrhunderts erhielt der Bahnhof wie alle in der Pfalz Bahnsteigsperren. Während dieser Zeit wurde der Bahnhof von der Betriebs- und Bauinspektion Neustadt verwaltet und gehörte zum Zuständigkeitsbereich der Bahnmeisterei Freinsheim. 1922 erfolgte die Eingliederung des Bahnhofs in die neu gegründete Reichsbahndirektion Ludwigshafen. Ein Jahr später wurden die am Bahnhof beschäftigten Eisenbahner im Zuge des von Frankreich durchgeführten, bis 1924 dauernden Regiebetriebs ausgewiesen. Danach kehrten sie zurück. Im Zuge der Auflösung der Ludwigshafener Direktion wechselte er zum 1. April 1937 in den Zuständigkeitsbereich der Direktion Mainz; zu dieser Zeit unterstand er dem Betriebsamt (RBA) Neustadt und der Bahnmeisterei Bad Dürkheim.
Die französische Besatzungsmacht ordnete nach dem Zweiten Weltkrieg alle Bahnanlagen im nördlichen Teil ihrer Besatzungszone der Eisenbahndirektion Mainz zu. Dazu gehörte auch der Bahnhof Erpolzheim. Mit der schrittweisen Auflösung der Bundesbahndirektion Mainz in den Jahren 1971/72 fiel die Zuständigkeit für den Bahnhof zum 1. Juni 1971 an die Bundesbahndirektion Karlsruhe.
In den Folgejahren wurde der Bahnhof zum Haltepunkt zurückgebaut. Zur selben Zeit wurden die Bahnsteigsperren aufgehoben. Ende der 1980er Jahre zog die DB in Erwägung, den Streckenabschnitt Bad Dürkheim–Freinsheim samt dem Bahnhof Erpolzheim stillzulegen, was jedoch durch die Inbetriebnahme des zwischen Bad Dürkheim und Erpolzheim befindlichen Haltepunkts Bad Dürkheim-Trift im Jahr 1989 obsolet wurde. Seit 1990 ist der Bahnhof Bestandteil des Verkehrsverbundes Rhein-Neckar (VRN).
Am 7. Juni 2003 wurde der modernisierte Haltepunkt mit erhöhten Bahnsteig und dem umgestalteten Umfeld dem Verkehr freigegeben.

## Empfangsgebäude

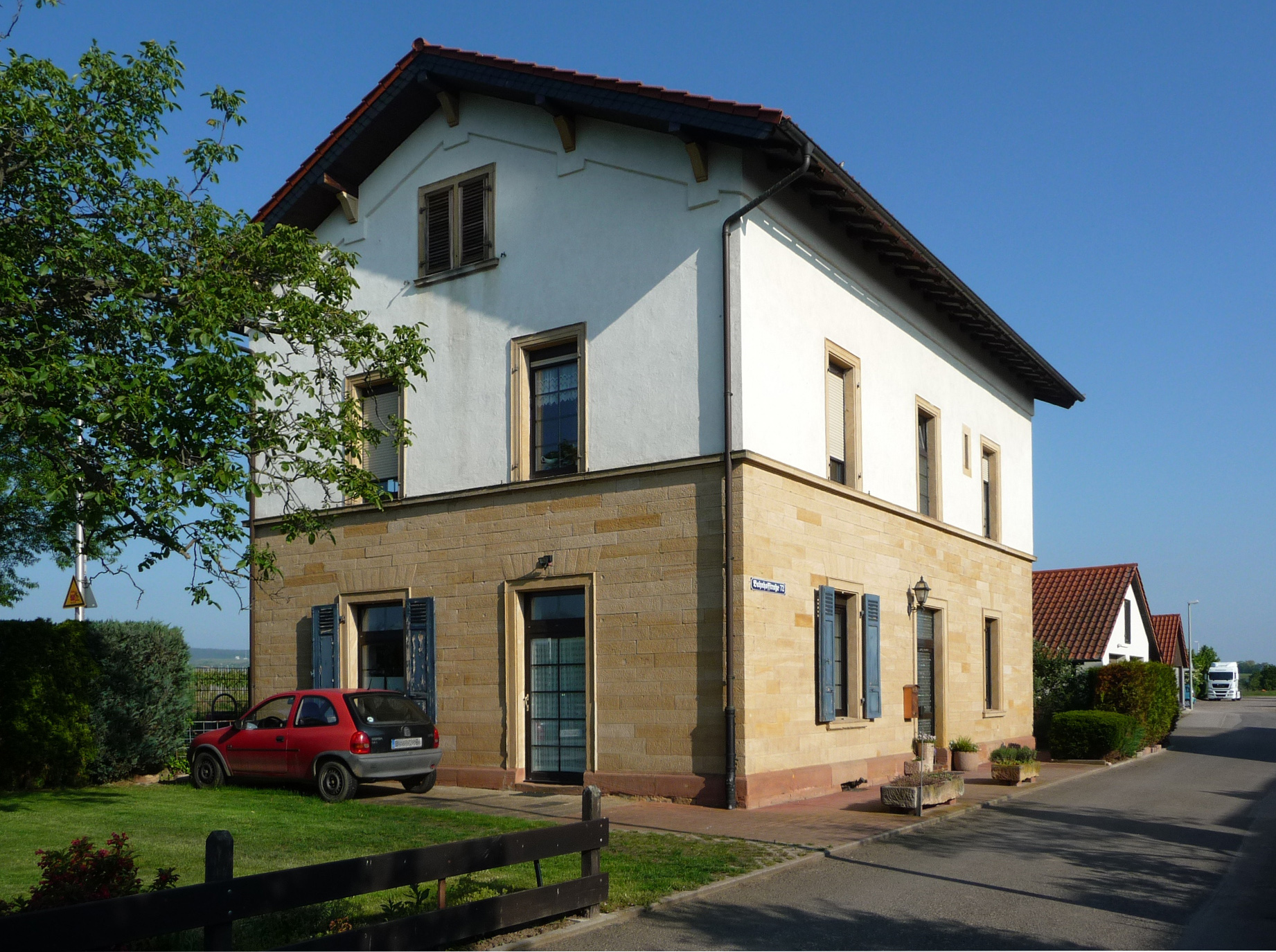
Früheres Empfangsgebäude von der Straßenseite aus betrachtet

Beim denkmalgeschützten Empfangsgebäude handelt es sich um einen rechteckigen, spätklassizistischen Bau mit zweieinhalb Stockwerken aus dem Jahr 1873.

## Verkehr

### Personenverkehr
Nach der durchgehenden Eröffnung der Bahnstrecke im Jahr 1873 fuhren die Personenzüge in mehreren Jahrzehnten oft über Monsheim hinaus bis Marnheim an der Bahnstrecke Langmeil–Monsheim. Der Bahnhof wird stündlich von Regionalzügen der Relationen Neustadt–Grünstadt bedient. Manche gelangen in die nördliche Richtung jedoch ausschließlich bis nach Freinsheim, was einer nach dem Zweiten Weltkrieg erfolgten Verlagerung der Verkehrsströme in Richtung Ludwigshafen/Frankenthal geschuldet ist.

### Güterverkehr
Anfang des 20. Jahrhunderts wurden Güterzüge der Relation Neustadt–Monsheim eingesetzt. Bereits in den 1980er Jahren fand kein Güterverkehr vor Ort mehr statt.